# Sven Lindqvist
Sven Lindqvist (Estocolmo, 23 de agosto de 1932 - 14 de maio de 2019) foi um escritor e professor da Suécia.

Escreveu ensaios, reportagens e romances, sobretudo relacionados com a África, a Ásia e a América Latina, com foco no racismo, no colonialismo, no  imperialismo e na guerra.